# Liste der Monuments historiques in Pernes-les-Fontaines
Die Liste der Monuments historiques in Pernes-les-Fontaines führt die Monuments historiques in der französischen Stadt Pernes-les-Fontaines auf.

## Liste der Bauwerke
| Bezeichnung | Beschreibung | Standort                                                   | Kennzeichnung | Schutzstatus   | Datum     | Bild           |
| --- | --- | ---------------------------------------------------------- | ------------- | -------------- | --------- | -------------- |
| Croix de Boët | Erinnert an die Übergabe der Stadtschlüssel von Pierre de Boët (erster Syndikus von Pernes) an Kardinal de Foix am 13. Mai 1433. Es ist neben dem Croix de Beaucaire das einzige in der Provence erhaltene Kreuz dieser Art. | Avenue de la Croix Couverte (Lage)                         | PA00082112    | Classé         | 1961      | weitere Bilder |
| Denkmal für Louis Giraud | | Avenue de la Perle-du-Comtat (Lage)                        | PA84000053    | Inscrit        | 2009      | weitere Bilder |
| Fontaine des Augustins | | Place Louis Giraud (Lage)                                  | PA00082114    | Inscrit        | 1928      | weitere Bilder |
| Fontaine du Gigot | | Rue Victor Hugo / Rue Barbes (Lage)                        | PA00082115    | Inscrit        | 1928      |                |
| Fontaine de l’Hôpital | | Rue de la République (Lage)                                | PA00082116    | Inscrit        | 1928      | weitere Bilder |
| Fontaine de l’Hôtel de ville | | (Lage)                                                     | PA00082117    | Inscrit        | 1928      |                |
| Fontaine du Pélican | Auch Fontaine du Cormoran genannt. | Place du Cormoran (Lage)                                   | PA00082118    | Classé         | 1911      | weitere Bilder |
| Fontaine du Portail-Neuf | | Place du Portail Neuf (Lage)                               | PA00082119    | Inscrit        | 1928      | weitere Bilder |
| Fontaine Reboul | | Place Reboul (Lage)                                        | PA00082120    | Inscrit        | 1928      | weitere Bilder |
| Geburtshaus von Esprit Fléchier Treppe mit Balustergeländer, Zimmer mit französischer Decke | | 31 Place Fléchier (Lage)                                   | PA00082124    | Inscrit        | 1988      |                |
| Hôtel d’Anselme | | 157 Quai de Verdun (Lage)                                  | PA00082121    | Inscrit        | 1928      |                |
| Hôtel de Cheylus Fassaden zum Platz und Hof; Dach; Hof mit Portalvorbau, Pflasterung und Nischenreste der Ostwand; große Treppe; Mirande mit aufgemaltem Dekor und angrenzendem Soleilladou; Hauptkeller und jüdische Ritualbäder | In den Kellern des Anwesens befinden sich private jüdische Ritualbäder aus dem 16. Jahrhundert, die einzigen bekannten im Département Vaucluse. | 23 Place de la Juiverie (Lage)                             | PA00125730    | Inscrit Classé | 1993 1996 |                |
| Hôtel de Jocas Portal und Brunnen im Garten | | 214 Rue Raspail (Lage)                                     | PA00082122    | Inscrit        | 1928      | weitere Bilder |
| Kapelle Notre-Dame-de-la-Rose | Die kleine Kapelle mit Renaissance-Fassade erhielt ihren Namen von einer Jungfrau, die mit einer Rose in ihrer Hand auf eine nahe gelegenen Wand gemalt wurde. Sie diente als Versammlungsort für die Bruderschaft der Weber und Kämmler. | 23 Place du Portail Neuf (Lage)                            | PA00082110    | Inscrit        | 1928      |                |
| Kapelle Saint-Roch Kapelle mit Einsiedelei | | 1316 Chemin de Saint-Roch (Lage)                           | PA00082111    | Inscrit        | 1978      | weitere Bilder |
| Kirche Notre-Dame-de-l’Immaculée-Conception Kirche mit Dekorationsmalereien | | Les Valayans 1228 Route du Thor (Lage)                     | PA84000069    | Inscrit        | 2014      |                |
| Kirche Notre-Dame-de-Nazareth | | Place Notre-Dame de Nazareth (Lage)                        | PA00082113    | Classé         | 1840      | weitere Bilder |
| Porte Notre-Dame Tor mit Brücke, Kapelle und überdachtem Vorbau | | 5 Quai de Verdun (Lage)                                    | PA00082125    | Classé         | 1915      | weitere Bilder |
| Porte Saint-Gilles | Das Tor aus dem 14. Jahrhundert ist das älteste noch erhaltene Gebäude der ehemaligen Stadtmauer. Das rundbogige Tor wird von einem massiven, quadratischen Zinnenturm überragt, der mit Maschikuli versehen ist. Auf der Innenseite kann man noch die Kammer sehen, von der aus das Fallgitter bedient wurde, und das Gewölbe, das die Verteidiger an den Zinnen beherbergte. | (Lage)                                                     | PA00082126    | Classé         | 1913      | weitere Bilder |
| Porte de Villeneuve | Das rundbogige Stadttor aus dem 15. Jahrhundert wird von zwei Rundtürmen flankiert und von einem Wehrgang überragt. Das Stadtwappen über dem Tor wurde während der Französischen Revolution zerstört. | (Lage)                                                     | PA00082127    | Inscrit        | 1928      | weitere Bilder |
| Rathaus | Das Rathaus befindet sich seit 1741 im Stadthaus der Familie Brancas-Cheilus aus dem 17. Jahrhundert. Über den Ehrenhof gelangt man zu einer schönen geschnitzten Holztür. Dahinter führt eine Treppe mit reich verzierter Decke in den ersten Stock, wo zwei prächtige Salons mit Decken im französischen Stil und einem Gemäldefries zu sehen sind. Dieses zeigt Meeresbilder, Landschaften, Schlachtszenen und mythologische Darstellungen. | 42 Place de la Mairie (Lage)                               | PA00082123    | Classé         | 2009      |                |
| Tour Ferrande | | 205 Rue Victor Hugo (Lage)                                 | PA00082128    | Classé         | 1862      | weitere Bilder |
| Tour Giberti | | Place des Comtes-de-Toulouse / 2 Place de la Mairie (Lage) | PA84000081    | Inscrit        | 2019      |                |
| Tour du Moulin de l’École | Der Turm gehört zur Burg der Grafen von Toulouse und beherbergte seit dem 18. Jahrhundert eine Ölmühle. | Place des Comtes de Toulouse (Lage)                        | PA84000067    | Inscrit        | 2013      | weitere Bilder |
| Uhrturm Turm mit schmiedeeisernem Glockenkäfig | Der Turm aus dem 12. Jahrhundert gehörte zur ehemaligen Burg der Grafen von Toulouse, wo die Seneschalle wohnten, dann die Rektoren während des Papsttums. Im 15. Jahrhundert beschloss die Stadt, dort eine Uhr zu installieren. An der Spitze des Turms befindet sich eine Wetterfahne, die eine Maus jagende Katze darstellt. Diese führte zu den lokalen Redewendungen Il est haut comme le chat de Pernes („Er ist so hoch wie die Katze von Pernes“) und Il est au milieu comme le chat de Pernes („Er ist in der Mitte wie die Katze von Pernes“). Am Fuße des Turms befinden sich die alten Gefängnisse, deren Wände mit mehreren hundert Jahre alten Graffiti überzogen sind. | (Lage)                                                     | PA00082129    | Inscrit        | 1928      | weitere Bilder |

## Liste der Objekte
| Bezeichnung                          | Beschreibung | Standort                      | Kennzeichnung | Schutzstatus             | Datum | Bild           |
| ------------------------------------ | --- | ----------------------------- | ------------- | ------------------------ | ----- | -------------- |
| Emporenorgel                         | 1603 von Marchand Pierre gebaut, 1771 von Antoine Gibert umgebaut, 1975 von Alain Sals restauriert.                                     | Notre-Dame-de-Nazareth (Lage) | PM84001158    | Classé                   | 1970  | weitere Bilder |
| Instrumentaler Teil der Emporenorgel | Der Spieltisch „en fenêtre“ hat 2 Manualwerke (Hauptwerk: 13 Register; Récit: 2 Register) und ein französisches Pedalwerk (2 Register). | Notre-Dame-de-Nazareth (Lage) | PM84000714    | Classé                   | 1970  | weitere Bilder |
| Monumentalgemälde                    | Wandbilder aus dem letzten Viertel des 13. Jahrhunderts, 1996 von Thaddée Wilczynski restauriert.                                       | Tour Ferrande (Lage)          | PM84000496    | Classé au titre immeuble | 1862  | weitere Bilder |